# O Barco (2020)
O Barco é um filme de drama brasileiro de 2020 dirigido por Petrus Cariry a partir de um roteiro do diretor, Rosemberg Cariry e Firmino Holanda. Trata-se de uma adaptação do conto homônimo escrito por Carlos Emílio Corrêa Lima. O filme conta a trajetória de uma mulher mãe de 26 filhos que vive em uma pacata vila de pescadores mas que tudo se transforma com a chegada de uma mulher misteriosa e um barco naufragado.

## Sinopse
Esmerina (Verônica Cavalcanti) é uma mulher que vive em uma comunidade de pescadores no Ceará e tem 26 filhos, cada um deles possui um nome com uma letra do alfabeto.  Ela é capaz de decifrar o futuro a partir deles e prevê a chega de um barco misterioso na comunidade e de uma mulher pelas águas. O destino dessa comunidade é transformado por causa desses acontecimentos.

## Elenco
- Verônica Cavalcanti como Esmerinda (a mãe)
- Rômulo Braga como Letra A
- Samya de Lavor como Ana
- Nenego Lira como Pedro
- Everaldo Pontes como Homem Cego

## Produção
O conto O Barco, de Carlos Emílio Corrêa Lima, foi adaptado para o formato cinematográfico pelo próprio diretor do filme em parceria com Rosemberg Cariry e Firmino Holanda. Bárbara Cariry assina a produção executiva do filme enquanto que Teta Maia é responsável pela direção de produção. João Victor Barroso é o compositor da trilha sonora original.
As gravações ocorreram ao longo de quatro semanas na Praia das Fontes, no Ceará, que possui paisagens paradisíacas. A produção é da companhia Iluminura Filmes, que reúne, em sua maioria, profissionais do próprio estado do Ceará. Petrus Cariry, além de ser responsável pela direção, roteiro e montagem, também comanda a direção de fotografia do filme.

## Lançamento
A estreia do filme ocorreu em 2018 quando foi exibido no Cine Ceará, onde foi selecionado para a mostra competitiva oficial e foi premiado em diversas categorias. Em seguida o filme percorreu o circuito de festivais sendo selecionado para mais de 20 eventos, nacionais e internacionais. Participou da seleção do Oldenburg International Film Festival, na Alemanha, Rengo International Film Festival, no Chile, Trieste Festival of Latin-American Cinema, Itália, e muitos outros. Somente chegou ao circuito comercial de salas de cinema em 5 de novembro de 2021 com distribuição pela Sereia Distribuidora. 

## Recepção

### Crítica
O filme foi recebido com críticas positivas por parte dos críticos especializados. Escrevendo para o website Plano Aberto, Matheus Fiore classificou o filme com 4 de 5 estrelas e disse que "O Barco se apresenta como uma obra que contempla a complexidade do mundo apresentado, sem nunca ter pressa ou até mesmo interesse em esmiuçar cada uma de suas camadas. É um filme que constrói certo magnetismo na relação de seus personagens com o mar, de forma que eles não conseguem se afastar dele, mas também não possuem as ferramentas intelectuais de explorá-lo." Denis Le Senechal Klimiuc escrevendo em Cinema com Rapadura disse que "tendo o Letra A como guia de quem acompanha a obra, com certeza a impressão deixada é de que este é um filme ímpar, que conversa com a solidão como O Farol o fez, mas que traz uma leitura aberta para que o espectador atribua à sua experiência sua própria bagagem, o que enriquece ainda mais a produção deste filme, que foi feito para ser merecidamente memorável." Ele ainda atribuiu nota máxima ao filme em sua resenha.
Bruno Carmelo, para o website AdoroCinema, atribuiu ao filme 3,5 de 5 estrelas, o que o classifica como "Bom".  Ele escreveu que "a pluralidade de elementos nem sempre se completa bem: muitos personagens não interagem uns com os outros, existindo em núcleos isolados. A mãe Esmerina (Verônica Cavalcanti) sabe da existência de Ana? Outras pessoas, além dos membros da família principal, interagem com o cego (Everaldo Pontes)? Pela imersão num território psicológico, mais do que propriamente social, a narrativa foge à impressão de coletividade, evitando representar os espaços para além do mar, da areia, do casebre."

### Prêmios e indicações
| Ano  | Associações                                         | Categoria                    | Recipiente(s)                                     | Resultado |
| ---- | --------------------------------------------------- | ---------------------------- | ------------------------------------------------- | --------- |
| 2018 | Cine Ceará                                          | Melhor Filme                 | O Barco                                           | Indicado  |
| 2018 | Cine Ceará                                          | Melhor Fotografia            | Petrus Cariry                                     | Venceu    |
| 2018 | Cine Ceará                                          | Melhor Trilha Sonora         | João Victor Barroso                               | Venceu    |
| 2018 | Cine Ceará                                          | Melhor Som                   | Érico Paiva, Yures Viana e Petrus Cariry          | Venceu    |
| 2018 | Cine Ceará                                          | Prêmio Olhar Universitário   | Petrus Cariry                                     | Venceu    |
| 2018 | Cinefantasy International Fantastic Cinema Festival | Melhor Direção               | Petrus Cariry                                     | Venceu    |
| 2018 | Encontro Nacional de Cinema e Vídeo dos Sertões     | Melhor Fotografia            | Petrus Cariry                                     | Venceu    |
| 2018 | Encontro Nacional de Cinema e Vídeo dos Sertões     | Melhor Direção de Arte       | Sergio Silveira                                   | Venceu    |
| 2018 | FESTICINI - International Independent Film Festival | Melhor Fotografia            | Petrus Cariry                                     | Venceu    |
| 2018 | Festival Internacional de Cine bajo la Luna         | Melhor Filme                 | O Barco                                           | Indicado  |
| 2018 | Festival Internacional de Cine bajo la Luna         | Melhor Fotografia            | Petrus Cariry                                     | Venceu    |
| 2018 | Mostra de Cinema Latino-Americano de Lérida         | Melhor Filme                 | O Barco                                           | Indicado  |
| 2018 | Oldenburg Film Festival                             | Melhor Filme                 | O Barco                                           | Indicado  |
| 2018 | Rio Fantastik Festival                              | Melhor Fotografia            | Petrus Cariry                                     | Venceu    |
| 2018 | Sunscreen Film Festival                             | Melhor Filme Internacional   | O Barco                                           | Indicado  |
| 2018 | Trieste Festival of Latin-American Cinema           | Melhor Filme                 | O Barco                                           | Indicado  |
| 2021 | Prêmio Guarani de Cinema Brasileiro                 | Melhor Ator                  | Rômulo Braga                                      | Indicado  |
| 2021 | Prêmio Guarani de Cinema Brasileiro                 | Melhor Roteiro Adaptado      | Petrus Cariry, Rosemberg Cariry e Firmino Holanda | Venceu    |
| 2021 | Prêmio Guarani de Cinema Brasileiro                 | Melhor Direção de Fotografia | Petrus Cariry                                     | Indicado  |
| 2021 | Prêmio Guarani de Cinema Brasileiro                 | Melhor Direção de Arte       | Sergio Silveira                                   | Indicado  |
| 2021 | Prêmio Guarani de Cinema Brasileiro                 | Melhor Figurino              | Lana Patrícia                                     | Indicado  |
| 2021 | Prêmio Guarani de Cinema Brasileiro                 | Melhor Maquiagem             | Amaro Bezerra                                     | Indicado  |
| 2021 | Prêmio Guarani de Cinema Brasileiro                 | Melhor Som                   | Érico Paiva, Petrus Cariry e Yures Viana          | Indicado  |